# بدر عبد الرحمن
بدر عبد الرحمن (مواليد 29 مارس 1983) لاعب كرة قدم إماراتي يجيد اللعب في الظهير الأيمن .
لعب سابقاً مع أندية الأهلي والشباب و الوصل والشارقة و إنتقل إلى نادي حتا عام 2016 .

## روابط خارجية
- بدر عبد الرحمن على موقع Soccerway.com (الإنجليزية)